# 사쿠라 모모

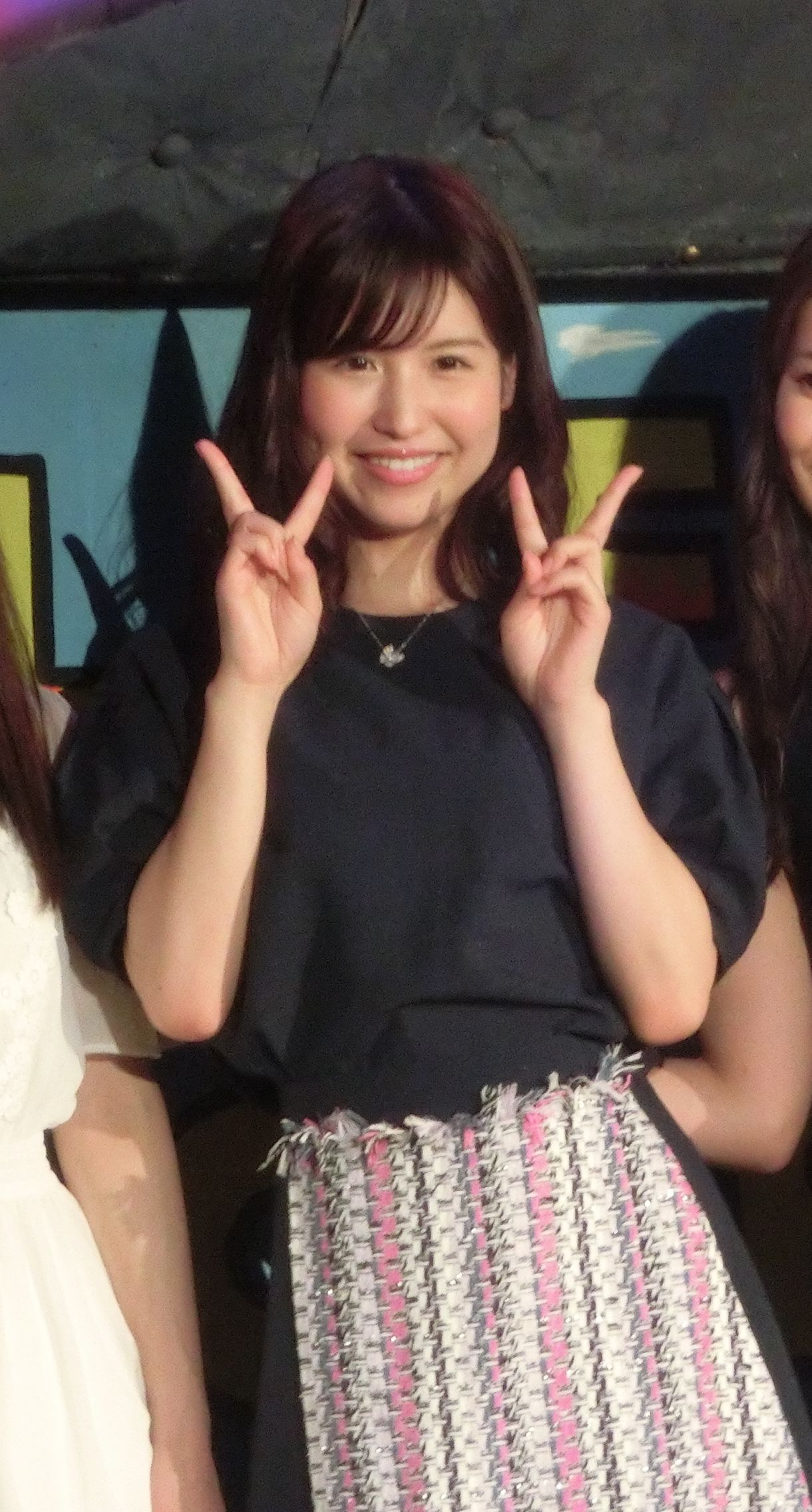
사쿠라 모모

사쿠라 모모(일본어: 桜空 もも)는 일본의 AV 여배우이다.

## 프로필
| 사쿠라 모모     | 사쿠라 모모     |
| --------------- | --------------- |
| 생년월일        | 1996년 12월 3일 |
| 출신지          | 일본 아키타현   |
| 신장            | 160cm           |
| 혈액형          | O형             |
| 쓰리사이즈 (cm) | 90(G컵)-55-86   |
| 특기            | 노래            |
| 서명            |                 |